# عبد القادر البرازي
عبد القادر البرازي حارس كرة قدم مغربي (5 نوفمبر 1964-24 يناير 2014) ، يعتبر الحارس البرازي من أفضل الحراس الذين أنجبتهم الكرة المغربية حيث لعب على أعلى مستويات عالية سواء رفقة الجيش الملكي أو نادي الإسماعيلي المصري أو حتى المنتخب المغربي.

## المشوار
ترعرع البرازي الذي رأى النور بمدينة بركان في شبان النهضة البركانية والتي انضم إلى كبارها عام 1987 ليضمن رسميته بالفريق ويحقق انطلاقة نحو الامجاد مع الفريق البركاني، ويلتحق بالفريق العسكري سنة 1988 هناك عرف اوج التألق والعطاء مع الترسانة العسكرية ويشكل أساسا قويا وحائط صد منيع للمنتخب الوطني، هذه كانت مسيرة لاعب اعطى للمنتخب بريقا لامعا وكان بمثابة حائط صد من الطراز الرفيع .
مميزات البرازي تكمن في انه كان يملك حظوظ وافرة في صد ضربات الجزاء لما كان يملكه من أسلحة تشوش على اللاعب الخصم ومهارة في القفز العالي وسرعة التمركز والارتماءات الانتحارية كما يسميها حسن الحريري التي انقذت عرين الأسود مرات عدة
لعب عبد القادر البرازي مع المنتخب المغربي من 1988 إلى غاية 1998 وتمكن من حضور نهائيات كأس إفريقيا سنتي 1992 و 1998 كما شارك رفقة الأسود في كأس العالم 1998 بفرنسا وبلغ رصيده 36 مباراة دولية حمل فيها ألوان الأسود

## الاحتراف
نال البرازي شرف أن يكون أول مغربي يلعب في الدوري المصري كان ذلك عندما جاور نادي الإسماعيلي المصري لمدة موسمين من 1998 إلى 2000.

## الوفاة
انتقل إلى عفو الله زوال يوم الجمعة 24 يناير 2014 ، الحارس السابق لفريق الجيش الملكي والمنتخب المغربي عبد القادر البرازي، بعد معاناة طويلة مع المرض، عن سن يناهز 49 سنة، وكان الحارس الدولي السابق للمنتخب الوطني في عصره الذهبي، قد دخل، قبل أيام، في غيبوبة بعد تدهور حالته الصحية تم نقله على وجه السرعة إلى مصحة بالرباط، لتلقي العلاجات اللازمة.
وتألق البرازي بشكل لافت مع الفريق العسكري ثم مع المنتخب الوطني للكبار، وكان له دور كبير في تأهل المنتخب المغربي لنهائيات مونديال 1998 بفرنسا، وكان لبرازي حارس المنتخب المغربي الذي شارك معه في مونديال فرنسا، قد خاض عدة كؤوس إفريقية للأمم أهمها ببوركينافاسو 1998. وتميز بحضوره القوي أيضا رفقة نادي الجيش الملكي الذي قاده للفوز بعدة ألقاب، كما احترف لبرازي بالإسماعيلي المصري كأول حارس مغربي ينجح في الالتحاق بهذا الدوري وترك معه بصمات جيدة.

## وصلات خارجية
- عبد القادر البرازي على موقع الاتحاد الدولي (مؤرشف)  (الإنجليزية)
- عبد القادر البرازي على موقع قاعدة بيانات كرة القدم.إي يو (الإنجليزية)
- عبد القادر البرازي على موقع ناشيونال فوتبول تيمز (الإنجليزية)
- عبد القادر البرازي على موقع عالم كرة القدم.نت (الإنجليزية)

- إحصائيات عبد القادر البرازي من موقع footballdatabase